# 安倍洋子
安倍洋子（日语：／ Abe Yōko，1928年6月14日—2024年2月4日），日本書法家，是岸信介長女、安倍晉太郎之妻、安倍宽信、安倍晉三、岸信夫之母親。她被譽為一家三代都是政治家的岸・安倍家族之「教母」（ゴッドマザー），長期擔任清和政策研究會所屬議員夫人的領袖。雖未曾出任公職，但因其家族影響力，政界的信奉者多稱她為政界教母。

## 著作
- （1992年）

## 榮譽
- 聖莫里斯及拉撒路勳章（義大利語：Ordine dei Santi Maurizio e Lazzaro）